# Làu táu nước
Làu táu nước hay táu nước (danh pháp hai phần: Vatica philastraena) là một loài thực vật thuộc họ Dipterocarpaceae. Loài này có ở Thái Lan và Việt Nam.